# Meira Kumar
Meira Kumar, född 1945 är en indisk politiker och minister för social rättvisa i Manmohan Singhs indiska regering. Hon är dotter till politikern Jagjivan Ram och frihetskämpen Indrani Devi. Meira Kumars make är advokat i högsta domstolen och de har tre vuxna barn.
Kumar kan engelska, spanska, hindi, sanskrit och bhojpuri.